# Plectrophane de Smith
Calcarius pictus
Espèce
Statut de conservation UICN

 LC  : Préoccupation mineure
Le Plectrophane de Smith, anciennement Bruant de Smith (Calcarius pictus) est une espèce de passereaux appartenant à la famille des Calcariidae.

## Répartition et habitat
On le trouve au Canada et aux États-Unis.

Carte de répartition
Aire de nidification
Voie migratoire
Aire d'hivernage